# Alfa Romeo Tipo B
Der Alfa Romeo Tipo B war ein einsitziger Grand-Prix-Rennwagen, den Alfa Romeo zwischen 1932 und 1936 baute und einsetzte. Das von Vittorio Jano entworfene Fahrzeug basierte auf den Alfa-Romeo-8C-Modellen. Der Wagen war Alfa Romeos zweiter Einsitzer nach dem Tipo-A-Monoposto (1931). Er übernahm einige Komponenten des früher sehr erfolgreichen Alfa Romeo P2, was in der Presse und unter Motorsportinteressierten zu der inoffiziellen Bezeichnung „P3“ führte. Dank der zahlreichen Siege, die unter anderem von Tazio Nuvolari und Achille Varzi errungen wurden, gilt er als eines der besten Wettbewerbsautos, die jemals gebaut wurden.

## Entwicklung und Technik

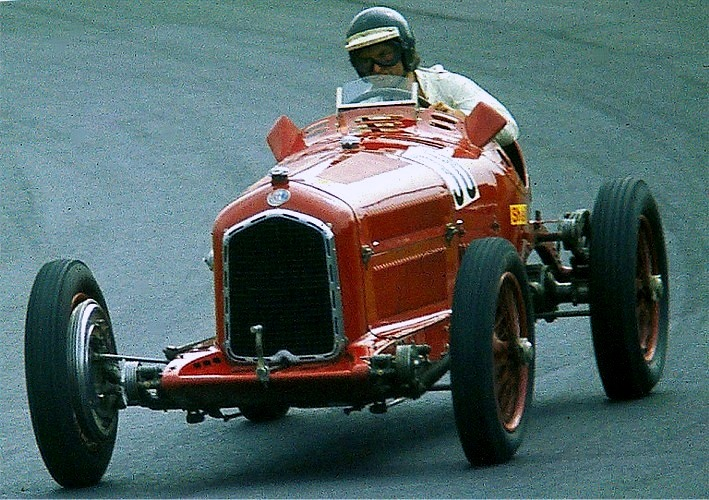
Alain de Cadenet in seinem Alfa Romeo P3 beim Oldtimer-Grand-Prix (Nürburgring) 1977

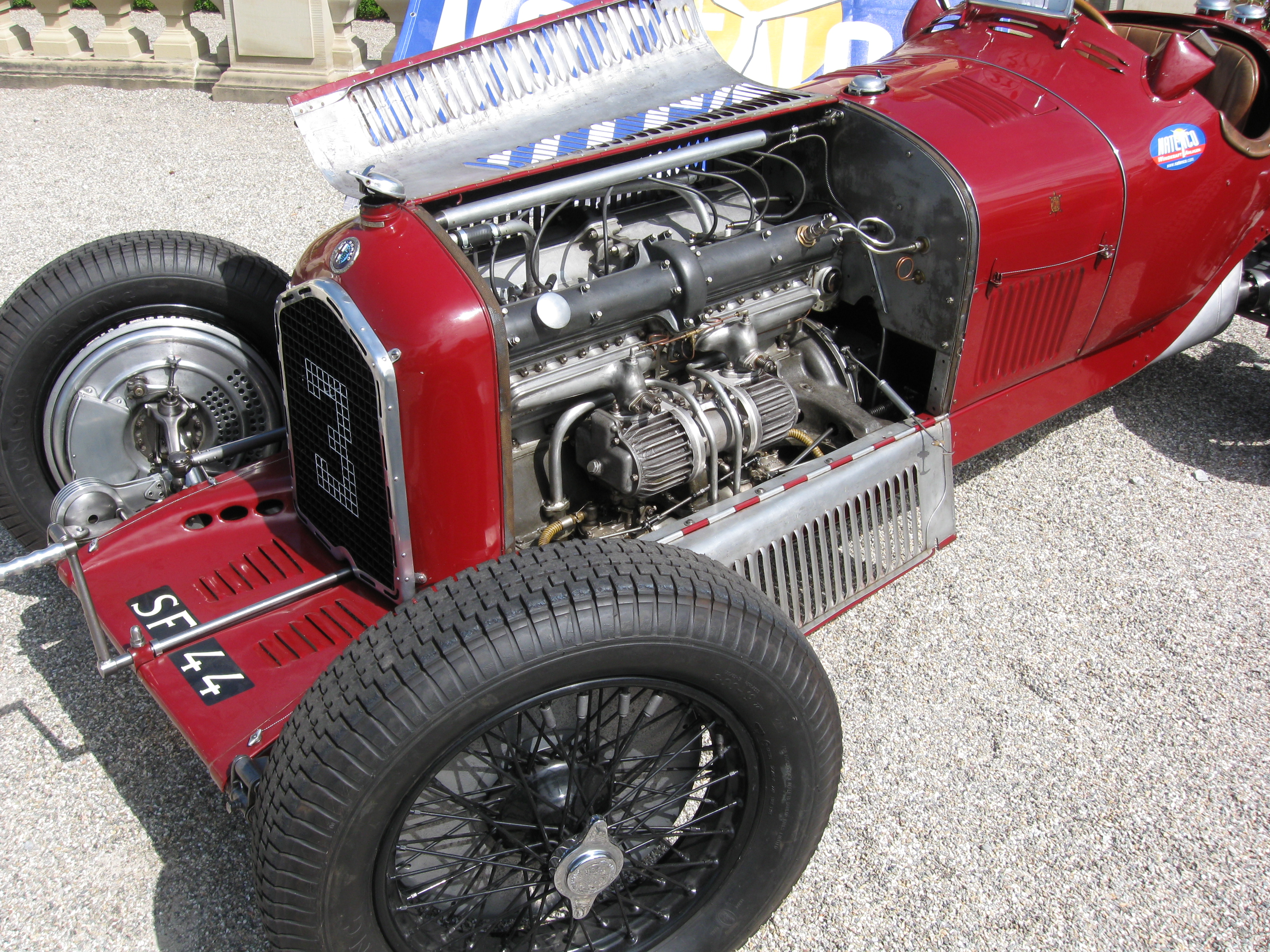
Motor des Alfa P3 B in Bi-Block-Bauweise

Während seiner Einsatzzeit durchlief der Tipo B zwei Entwicklungsstufen:

### 1932
Die Aufgabe Vittorio Janos und seines Teams war es, ein konkurrenzfähiges Auto zu entwickeln, das die Gewichtsprobleme des noch eingesetzten 8C 2300 „Monza“ und die Komplikationen des Tipo A beheben sollte.
Das Chassis mit Längsholmen und Querträgern aus gepressten stählernen C-Profilen, abgeleitet von dem des Tipo A, wurde dem Reglement angepasst und modifiziert, um den neuen Motor aufzunehmen. Diese Version des Motors hatte einen größeren Hubraum von 2654 cm³ (Bohrung × Hub: 65 × 100 mm) als der aufgeladene Reihenachtzylindermotor des 8C 2300 „Monza“. Er war zu seiner Zeit fortschrittlich, mit einem in zwei Hälften mit jeweils vier Zylindern geteilten Zylinderblock und -kopf aus Leichtmetall. Jano teilte den Block, um die Torsionsschwingungen der Kurbelwelle und Nockenwellen zu verringern, indem er alle Nebenantriebe in der Mitte der Kurbelwelle anordnete: den Antrieb der Nockenwellen, seitlich den Antrieb der Aufladegebläse und gegenüber auf der Auspuffseite den Antrieb der Pumpen für Öl und Kühlwasser. Das Kurbelgehäuse war einteilig. Der Motor hatte Trockensumpfschmierung, zwei Roots-Kompressoren und zwei Weber-Vergaser, Magnetzündung und Wasserkühlung. Er leistete 215 PS bei 5600/min.
Das Vierganggetriebe und die Lamellenkupplung waren mit dem Motor verblockt.
Die Starrachsen vorn und hinten waren mit halbelliptischen Blattfedern geführt. Als Dämpfer wurden Reibungsdämpfer verwendet (hintere Federn und Dämpfer doppelt). Die Trommelbremsen wurden mechanisch betätigt. Eine Neuheit des Typs B P3 war die Platzierung des Differentials unmittelbar hinter dem Schaltgetriebe. Von dort wurde die Leistung über Kegelradpaare mit zwei diagonal angeordneten Wellen auf die Hinterräder übertragen. Durch das weiter vorn liegende Differential verringerten sich die ungefederten Massen und die Last auf der Hinterachse. Dadurch sollte die Tendenz zum Übersteuern verringert werden.
Dieser 700 kg schwere Einsitzer mit seiner einfachen, stromlinienförmigen Karosserie erreichte 225 km/h.

### 1934
Für die Saison 1934 wurde das Grand-Prix-Reglement in einigen Punkten geändert: Das Höchstgewicht der Fahrzeuge mit Rädern, aber ohne Treibstoff, Öl, Kühlwasser und Reifen war auf 750 kg festgesetzt. Die Karosserie musste mindestens 865 mm breit sein. Um diese geforderte Breite zu erzielen, wurden (ähnlich wie beim Maserati 8CM) einige Bleche angeschweißt, die aber nicht zu einer Steigerung der Konkurrenzfähigkeit beitrugen.
Motor und Getriebe wurden verändert: Eine auf 68 mm vergrößerte Bohrung ergab einen Gesamthubraum von 2905 cm³ und eine Endleistung von 255 PS bei 5400/min. Das Getriebe wurde modifiziert, indem der 1. Gang weggelassen und die restlichen 3 Gänge länger übersetzt wurden. Der Luftfahrtingenieur Cesare Pallavicino hatte nach einer langen Reihe von Tests auf der Autostrada dei Laghi auch eine aerodynamisch günstigere Version des Tipo B für schnelle Strecken entwickelt.
1935 setzte die Scuderia Ferrari eine aktualisierte Version des Alfa Romeo Tipo B ein, deren Hubraum zunächst auf 3165 cm³ (Bohrung × Hub: 77 × 100 mm) und dann auf 3822 cm³ erhöht wurde, um die Leistung auf 265 PS bei 5400/min zu steigern. Dies ermöglichte eine Höchstgeschwindigkeit von 275 km/h. Der Wagen erhielt hydraulisch betätigte Trommelbremsen, doppelte hydraulische Stoßdämpfer und geschobene viertelelliptische Ausleger-Blattfedern an der starren Hinterachse. Die Fahrzeuge von Nuvolari und Chiron hatten außerdem eine unabhängige Vorderradaufhängung mit geschobenen Schwingen (Dubonnet-Federung).

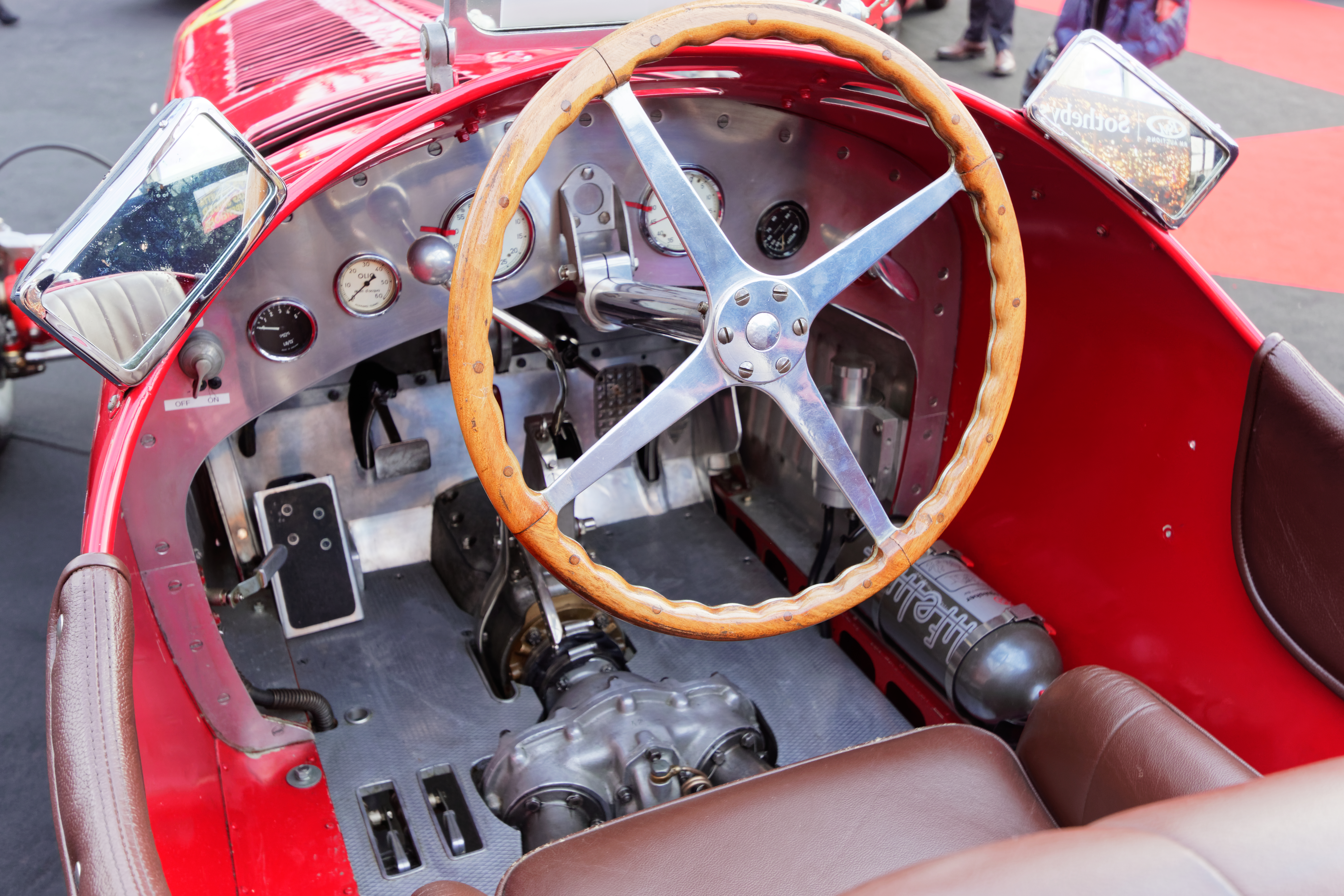
Fahrerplatz, vor der Sitzfläche das Differentialgehäuse
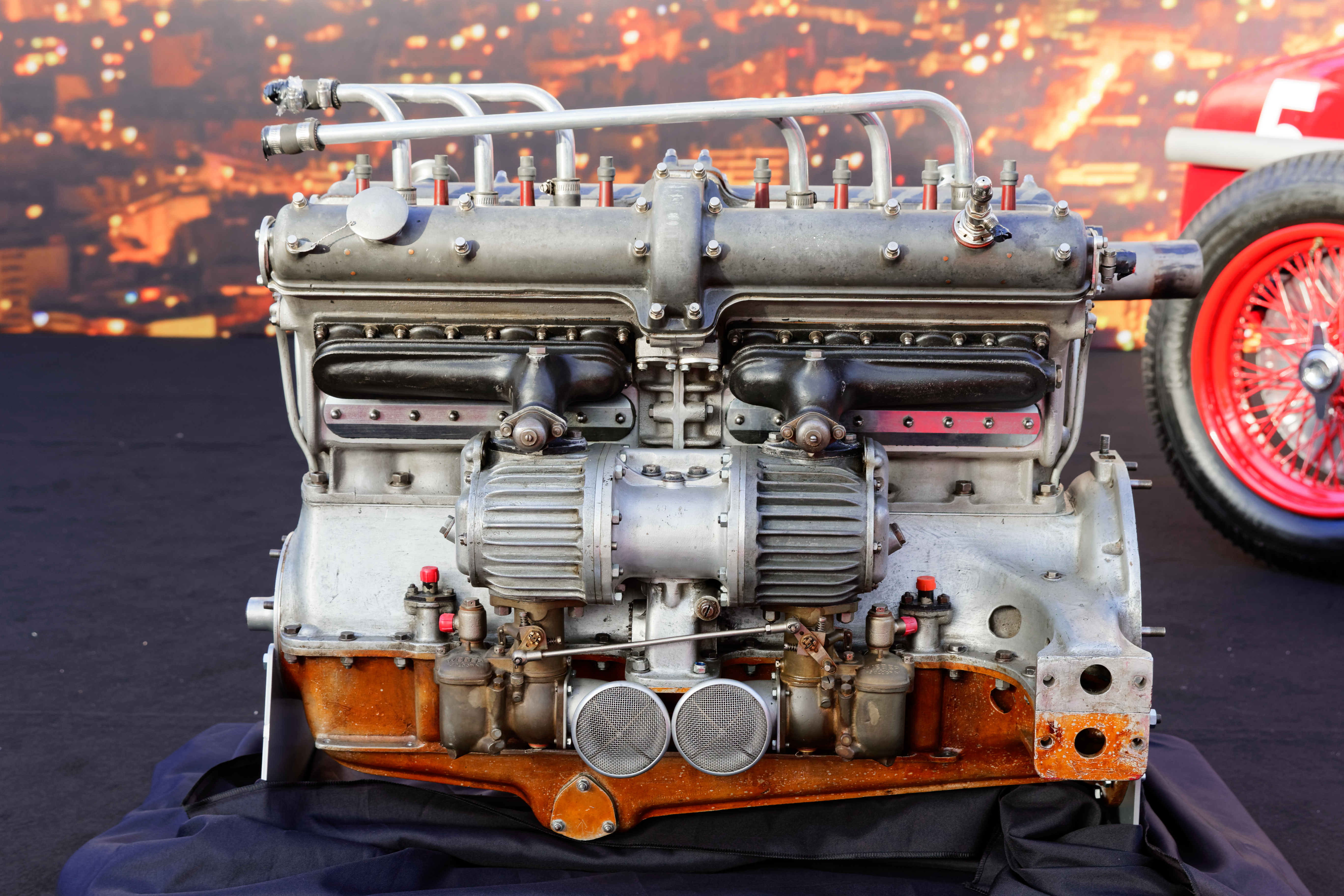
Der 8-Zylinder-Motor eines Typ B P3, die beiden Roots-Kompressoren und die beiden Vergaser auf der Einlassseite sind deutlich sichtbar
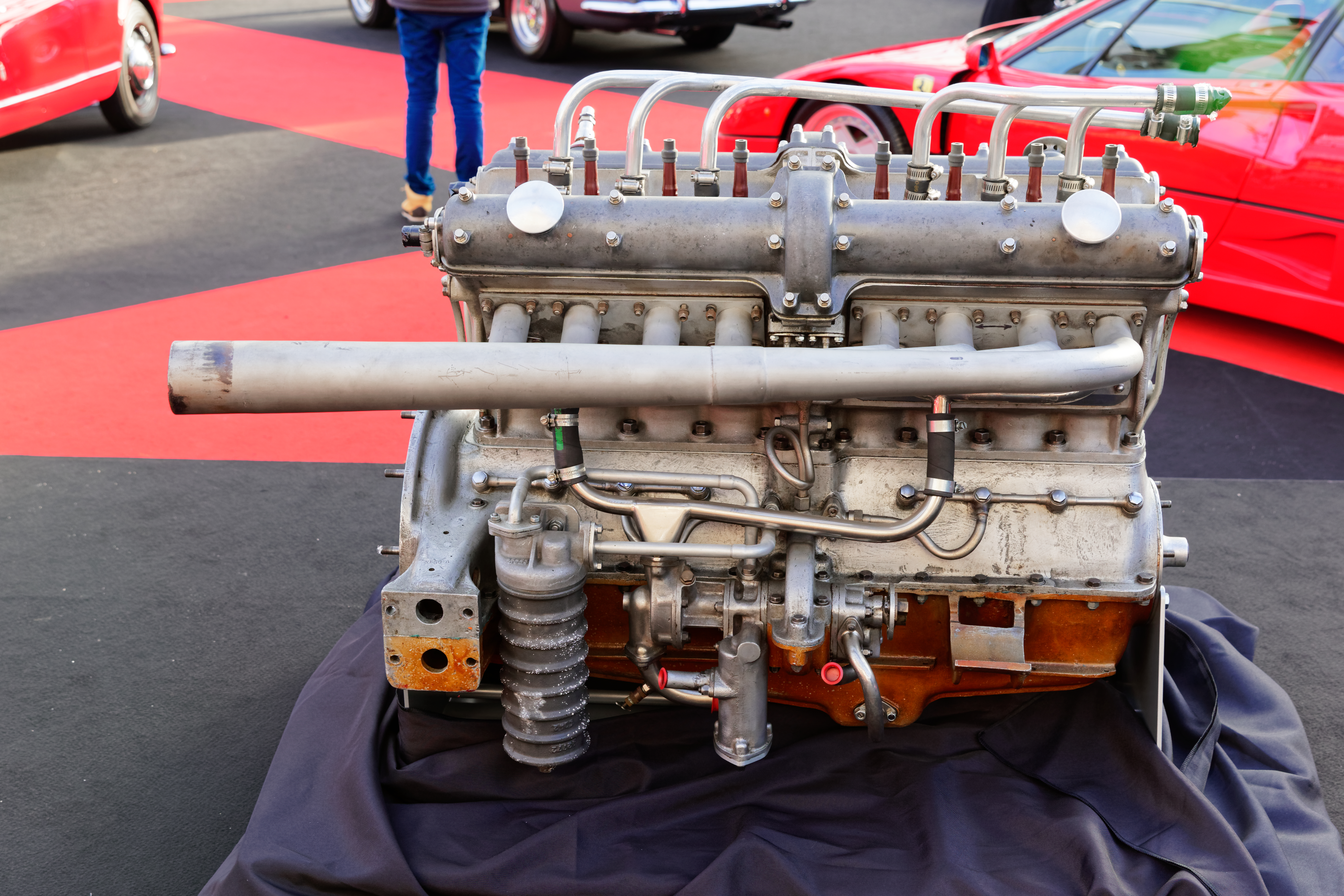
Motor – Auspuffseite
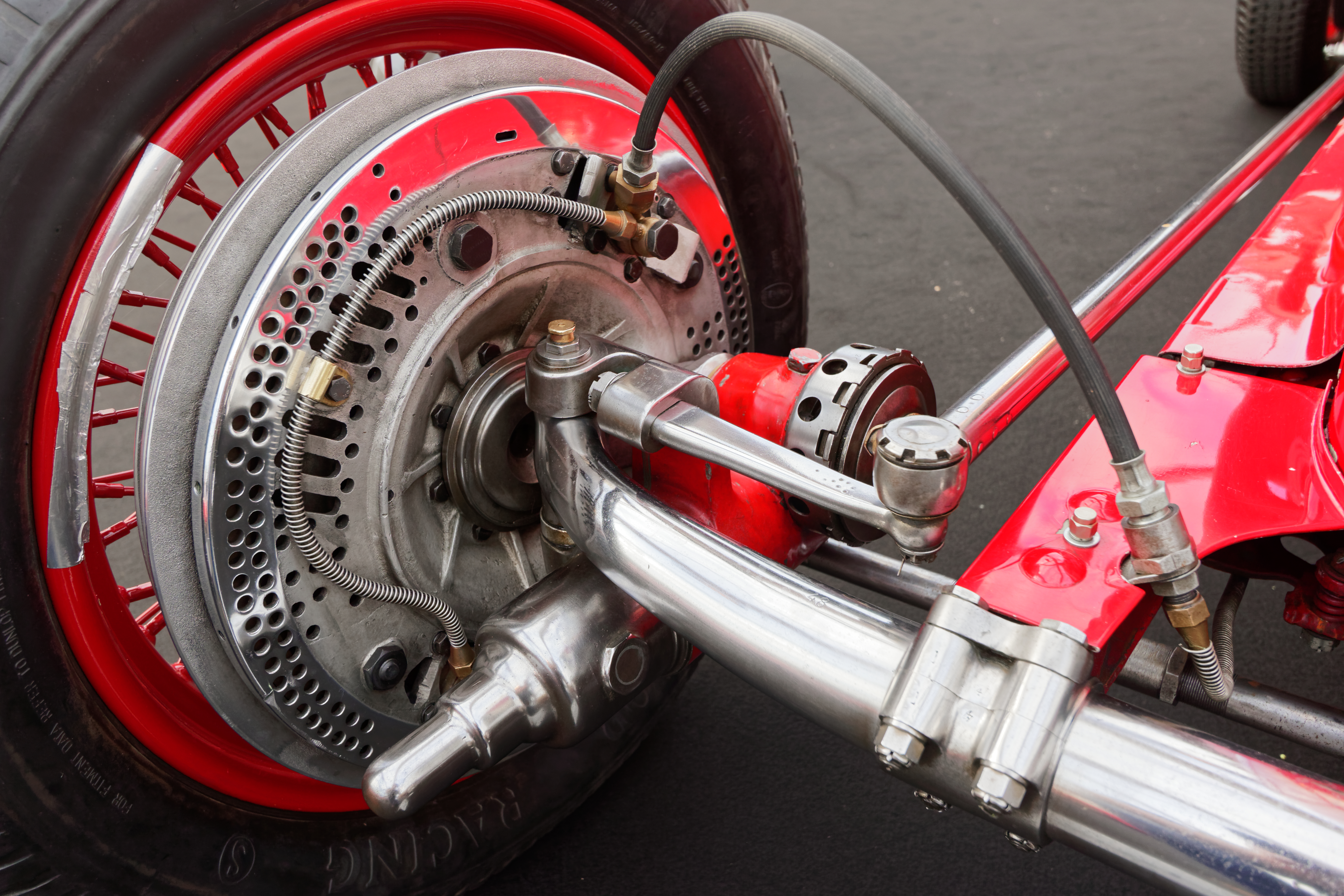
Vorderachse (1935) mit der Dubonnet-Federung
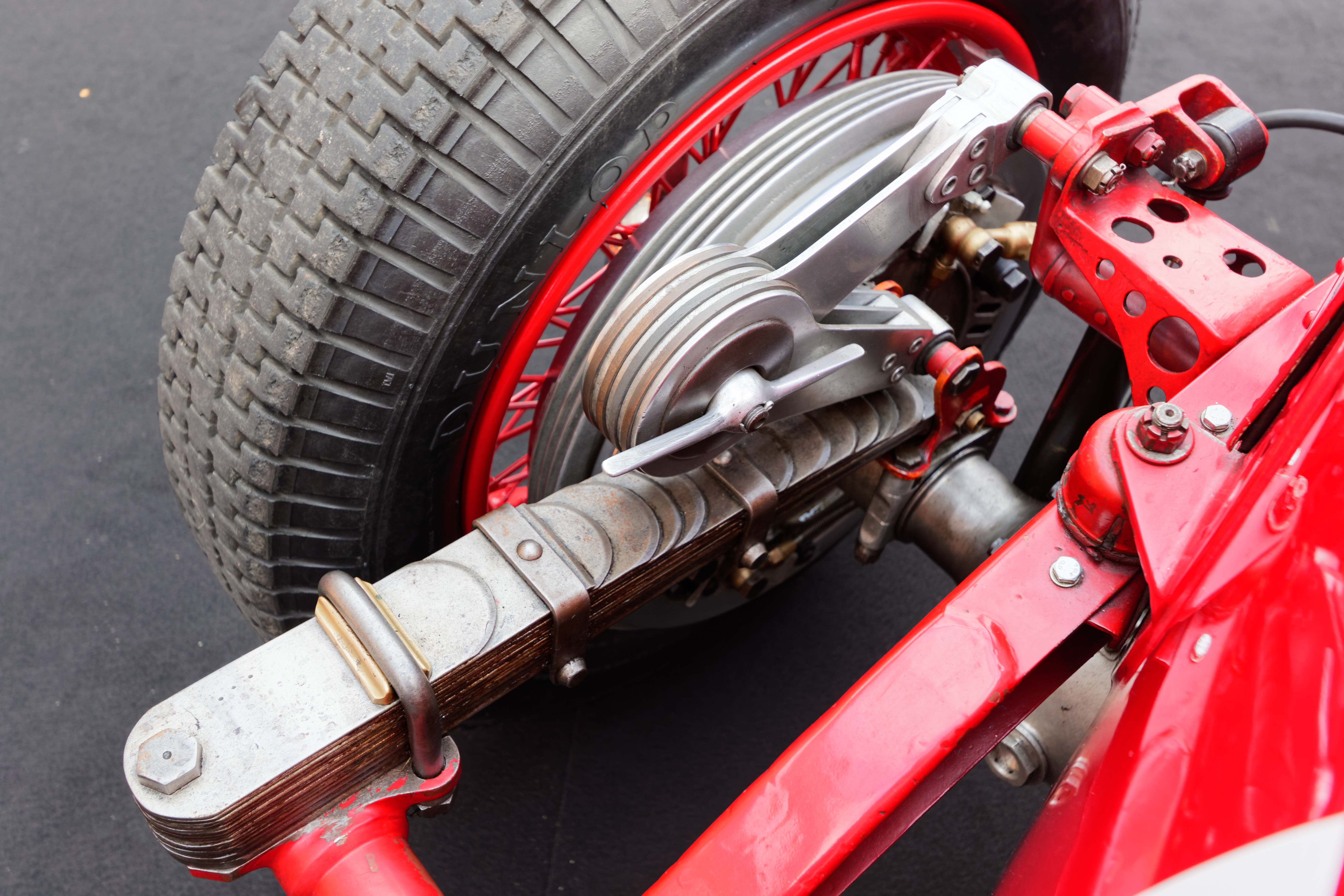
Hinterachse (1935) mit den längs ausgerichteten Blattfedern und dem darüber liegenden Reibungsdämpfer

## Rennhistorie

### 1932
Schon beim ersten Rennen des Tipo B/P3 am 5. Juni 1932 beim 10. Großen Preis von Italien siegte Tazio Nuvolari in Monza. Die Saison wurde mit sechs weiteren Siegen für Alfa Romeo fortgesetzt, darunter die wichtigsten Grands Prix der damaligen Zeit, nämlich die von Frankreich und Deutschland (auf dem Nürburgring). Der zweite Fahrer war der Deutsche Rudolf Caracciola. Dank dieser Erfolge gewann Alfa Romeo mit Nuvolari die Internationale Automobilmeisterschaft, die in diesem Jahr auf den Grands Prix von Italien, Frankreich und Deutschland basierte.

### 1933
1933 wurde das Werksteam „Alfa Corse“ wegen der finanzieller Probleme von Alfa Romeo geschlossen. Die direkte Teilnahme an Wettbewerben wurde folglich ausgesetzt. Das gesamte Rennmaterial von Alfa Romeo wurde an die Scuderia Ferrari in Modena übergeben, die die Rennwagen seit 1929 vorbereitet und eingesetzt hatte. In diesem Jahr nahm der Tipo B an den ersten 25 Wettbewerben nicht teil und trat erst im August wieder an. Er gewann sechs der verbliebenen elf Rennen, darunter die Grands Prix von Italien und Spanien.

### 1934

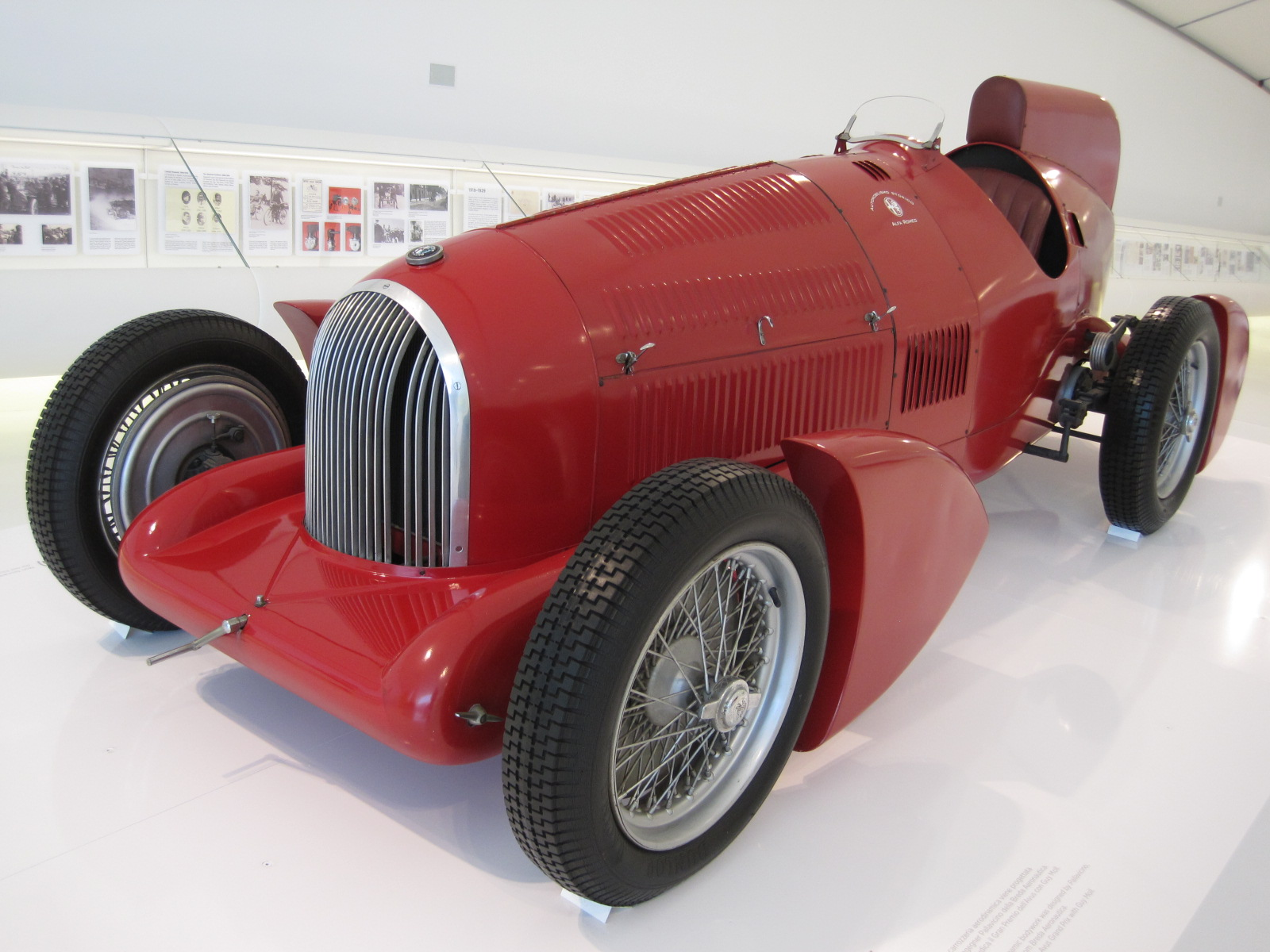
Der Tipo B P3 „Aerodinamica“ wie er auf der AVUS eingesetzt wurde

Zu Beginn der Saison 1934 hatte Alfa Romeo eine gute Serie von Siegen in Monaco, Alessandria, dem Grand Prix von Tripolis und der Targa Florio sowie, mit der stromlinienförmigen Version, auf der AVUS in Berlin. Beim Grand Prix von Frankreich erzielte der P3 einen Hattrick mit Louis Chiron als Erstem, Achille Varzi als Zweitem und Guy Moll als Drittplatziertem. Nach diesem Erfolg übernahmen jedoch die moderneren und fortschrittlicheren Konstruktionen des Mercedes-Benz W 125 und des Auto Union Typ A, die inzwischen standfest und zuverlässig waren, durch den Gewinn der anderen vier großen Wettbewerbe der europäischen Saison die Führung, sodass der P3 nur noch bei weniger prestigeträchtigen Rennen Siege erzielte. Insgesamt gewann P3 jedoch 18 der 35 für diese Saison ausgeschriebenen Rennen.

### 1935
1935 war die technische Überlegenheit der deutschen Autos deutlich zu spüren. Trotzdem erzielte der Tipo B einen letzten großen Erfolg: Beim Großen Preis von Deutschland kam der neu entwickelte Bimotore 16C aus Gewichtsgründen nicht in Frage. Zur Überraschung der 300.000 Zuschauer, darunter zahlreiche Parteigrößen der NSDAP, überquerte der P3 als Erster die Ziellinie. Dank seiner Vielseitigkeit und Agilität gewann der Tipo B noch 16 von 39 Rennen in der Saison 1935.
Zur Mille Miglia 1935 meldete die Scuderia Ferrari neben den Autos des vergangenen Jahres auch einen Tipo B P3, der für die Teilnahme an dem Straßenrennen modifiziert werden musste. Auf Basis eines Autos mit einem 2654-cm³-Motor von 220 PS bei 5500/min wurde ein schmaler Zweisitzer mit nach rechts versetzter Lenkung, Kotflügeln, Dynamo, Batterie, Scheinwerfern, Elektrostarter und Reserverad geschaffen, also mit allem, was ein Auto Mitte der 1930er-Jahre für eine Straßenzulassung benötigte. Der Wagen wurde dem Fahrer Carlo Maria Pintacuda anvertraut, der den Marquis Alessandro Dalla Stufa als Beifahrer auswählte. Marqui Dalla Stufa war ein Mann von so zierlichem Körperbau, dass er in dem engen, offenen Cockpit einigermaßen bequem sitzen konnte. Das Duo gewann das Rennen mit über 40 Minuten Vorsprung auf den Zweitplatzierten mit einer Durchschnittsgeschwindigkeit von 114,72 km/h.

### 1936
1936 wurde das gleiche Auto für die Mille Miglia von Clemente Biondetti gefahren, der es hinter drei neuen Alfa Romeo 8C 2900 auf den vierten Rang platzierte.

### Historische Bilder

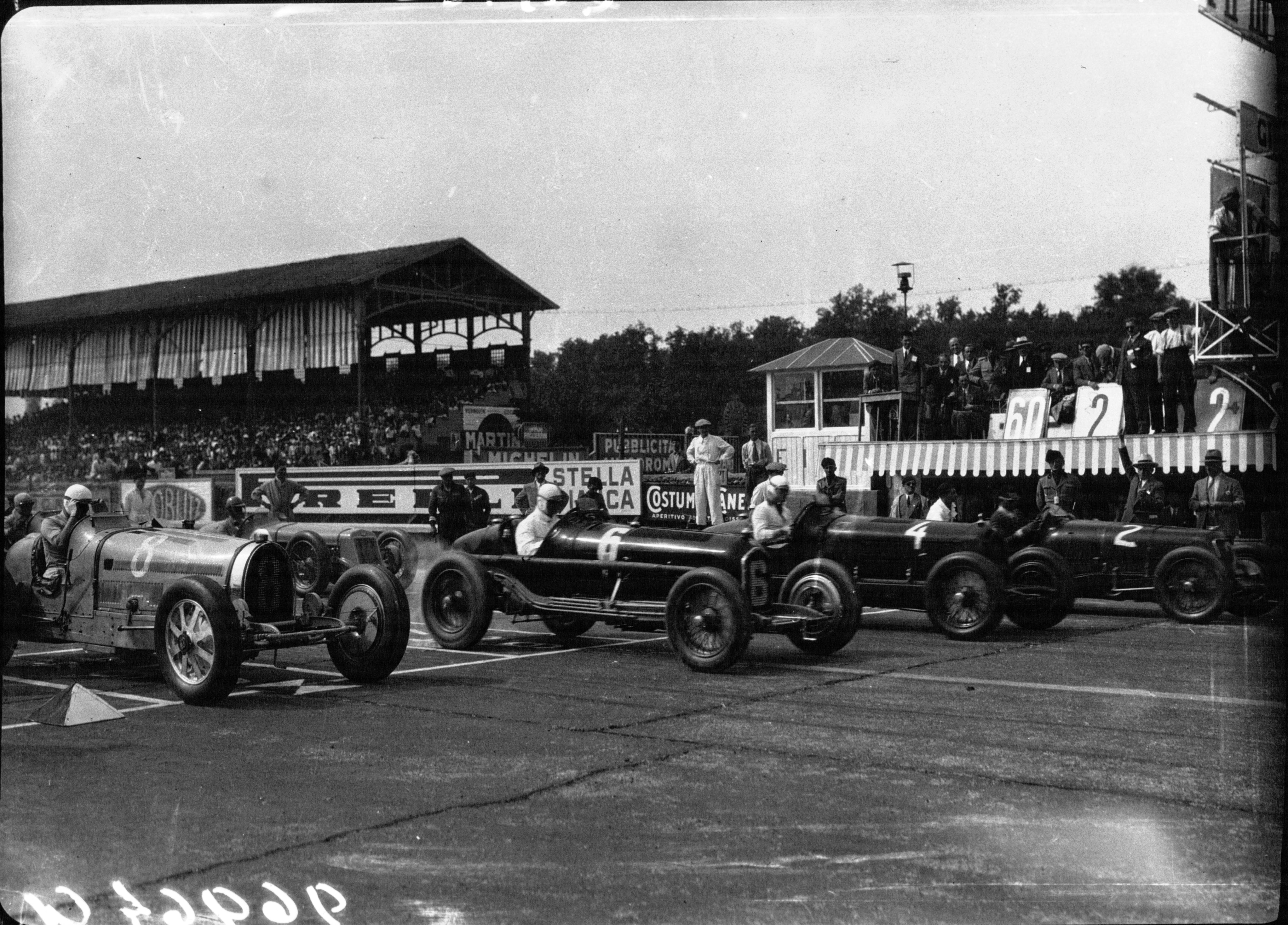
Caracciola in seinem P3 (Mitte) beim Start in Monza 1932
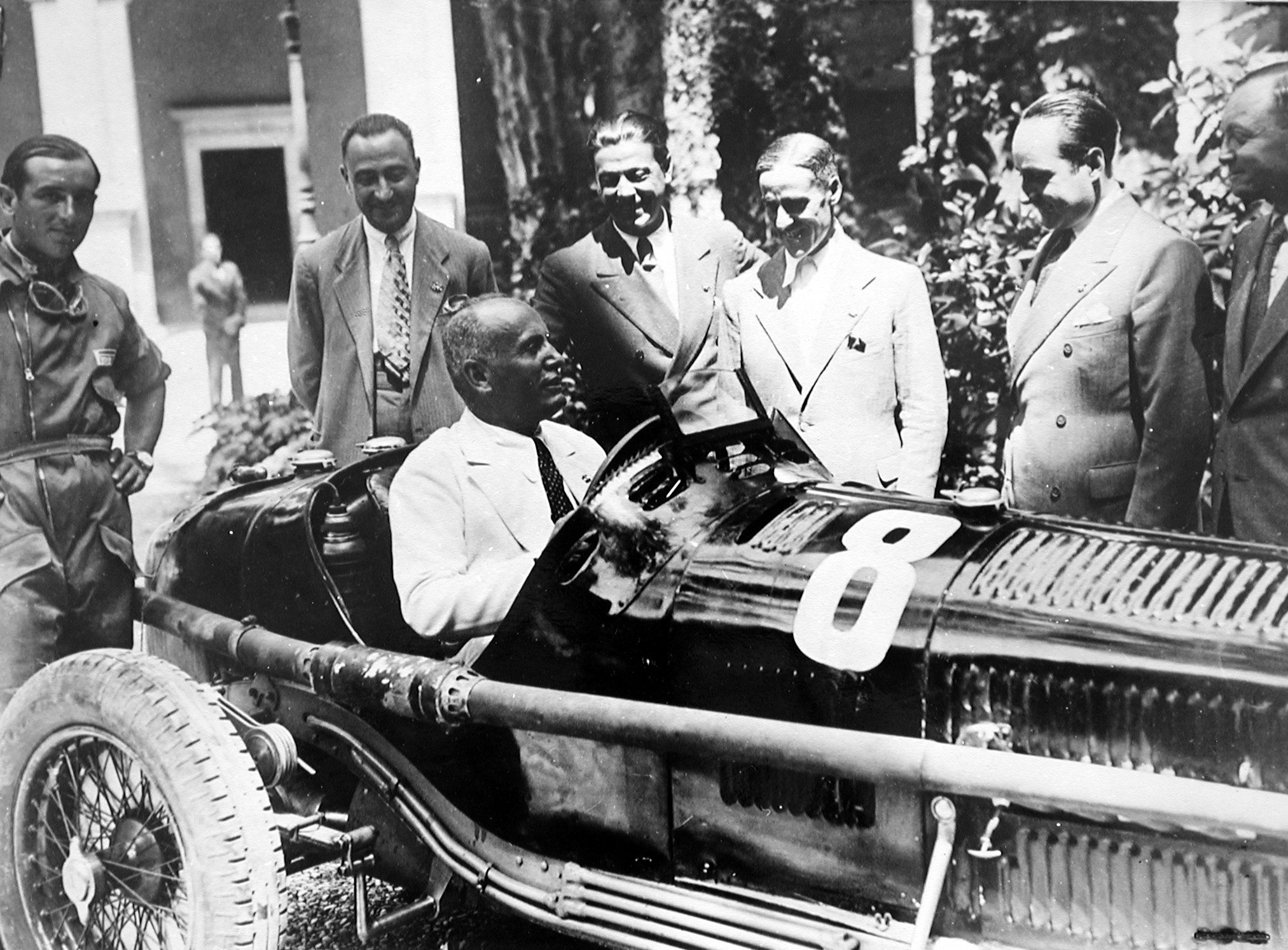
Mussolini für Propagandaaufnahmen am Steuer eines P3 (1932)
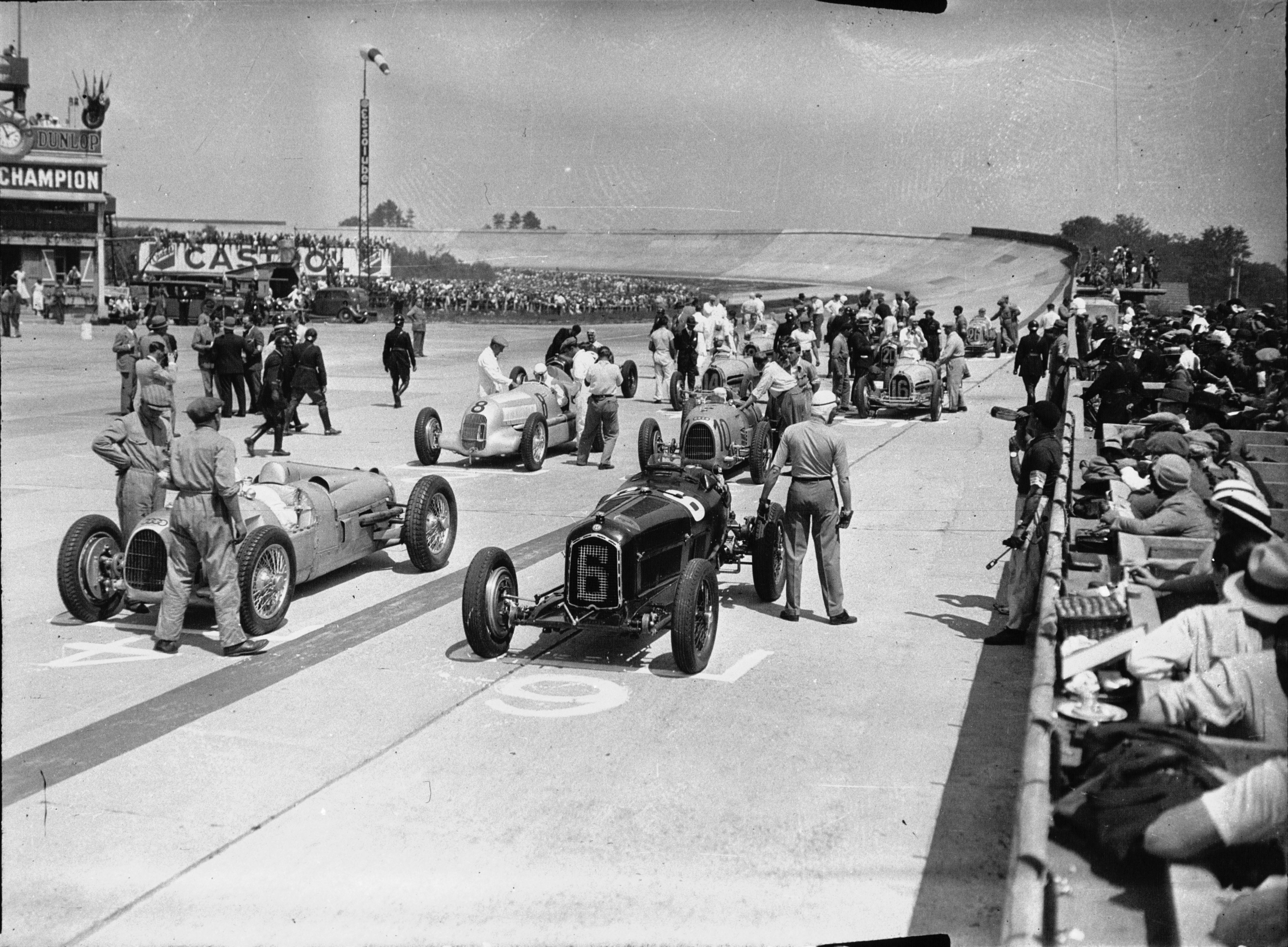
Startaufstellung zum französischen Grand Prix 1932, auf Startplatz „6“ der Tipo B, daneben ein Auto Union Typ A
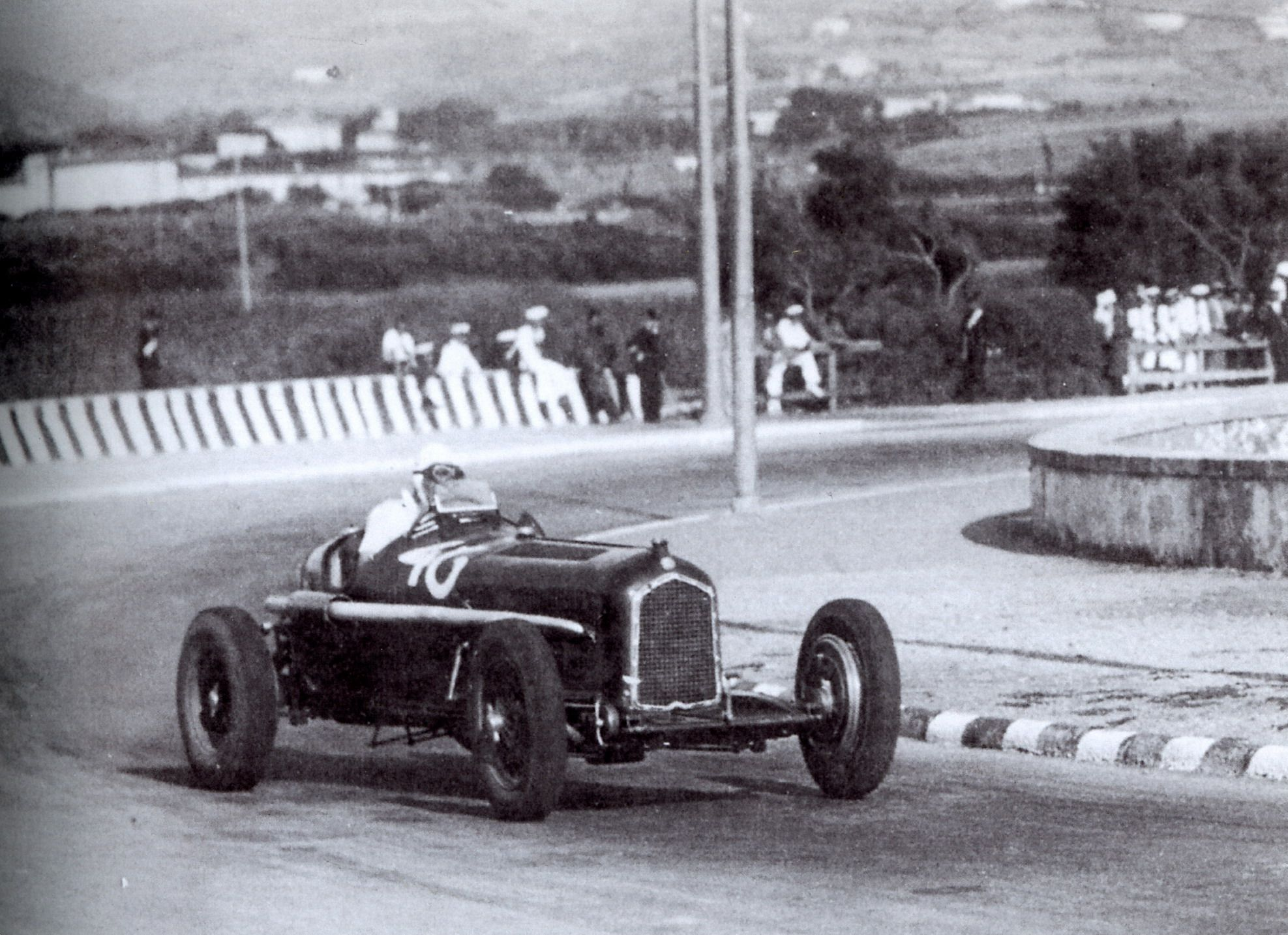
Clemente Biondetti bei der Coppa Ciano 1936

## Fahrer
Der Tipo B wurde während seiner Einsatzzeit von einer Vielzahl namhafter internationaler Piloten gefahren:
- 1932: Tazio Nuvolari, Rudolf Caracciola, Giuseppe Campari, Baconin Borzacchini
- 1933: Louis Chiron, Luigi Fagioli, Giuseppe Campari
- 1934: Achille Varzi, Louis Chiron, Guy Moll, Brian E. Lewis, Carlo Felice Trossi, Gianfranco Comotti
- 1935: Tazio Nuvolari, Raymond Sommer, Louis Chiron, „Raph“, Richard Ormonde Shuttleworth, René Dreyfus, Vittorio Belmondo, Mario Tadini, Antonio Brivio, Guido Barbieri, Pietro Ghersi, Renato Balestrero
- 1936: Raymond Sommer, „Charlie“ Martin, José de Villapadierna, Giovanni Battaglia, Clemente Biondetti, Austin Dobson

## Siege
| Jahr | Datum      | Rennen                            | Strecke                             | Fahrer                                        | Informationen |
| ---- | ---------- | --------------------------------- | ----------------------------------- | --------------------------------------------- | ------------- |
| 1932 | 05.06.     | Großer Preis von Italien          | Autodromo di Monza                  | Tazio Nuvolari                                | Statistik     |
| 1932 | 03.07.     | Großer Preis des ACF              | Circuit de Reims-Gueux              | Tazio Nuvolari                                | Statistik     |
| 1932 | 17.07.     | Großer Preis von Deutschland      | Nürburgring                         | Rudolf Caracciola                             | Statistik     |
| 1932 | 31.07.     | Coppa Ciano                       | Circuito di Montenero               | Tazio Nuvolari                                | --            |
| 1932 | 14.08.     | Coppa Acerbo                      | Circuito di Pescara                 | Tazio Nuvolari                                | --            |
| 1932 | 11.09.     | Gran Premio di Monza              | Autodromo di Monza                  | Rudolf Caracciola                             | --            |
| 1933 | 15.08.     | Coppa Acerbo                      | Circuito di Pescara                 | Luigi Fagioli                                 | Statistik     |
| 1933 | 20.08.     | Grand Prix du Comminges           | Circuit du Comminges                | Luigi Fagioli                                 | Statistik     |
| 1933 | 27.08.     | Grand Prix de Marseille           | Circuit de Miramas                  | Louis Chiron                                  | Statistik     |
| 1933 | 10.09.     | Großer Preis von Italien          | Autodromo di Monza                  | Luigi Fagioli                                 | Statistik     |
| 1933 | 17.09.     | Großer Preis der Tschechoslowakei | Masaryk-Ring                        | Louis Chiron                                  | Statistik     |
| 1933 | 24.09      | Großer Preis von Spanien          | Circuito Lasarte                    | Louis Chiron                                  | Statistik     |
| 1934 | 02.04.     | Großer Preis von Monaco           | Circuit de Monaco                   | Guy Moll                                      | Statistik     |
| 1934 | 22.04.     | Circuito di Pietro Bordino        | Circuito Pietro Bordino             | Achille Varzi                                 | –             |
| 1934 | 06.05.     | Gran Premio di Tripoli            | Autodromo della Mellaha             | Achille Varzi                                 | –             |
| 1934 | 20.05.     | Großer Preis von Marokko          | Circuit d’Anfa                      | Louis Chiron                                  | –             |
| 1934 | 20.05.     | Targa Florio                      | Piccolo circuito delle Madonie      | Achille Varzi                                 | –             |
| 1934 | 27.05.     | Internationales Avus Rennen       | AVUS                                | Guy Moll                                      | –             |
| 1934 | 02.06.     | Mannin Moar                       | Douglas Circuit                     | Brian Lewis                                   | –             |
| 1934 | 03.06.     | Großer Preis von Montreux         | Montreux                            | Carlo Felice Trossi                           | –             |
| 1934 | 03.06.     | Gran Premio de Penya Rhin         | Circuit de Montjuïc                 | Achille Varzi                                 | –             |
| 1934 | 01.07.     | Großer Preis von Frankreich       | Autodrome de Linas-Montlhéry        | Louis Chiron                                  | Statistik     |
| 1934 | 08.07.     | Grand Prix de la Marne            | Circuit de Reims-Gueux              | Louis Chiron                                  | –             |
| 1934 | 15.07.     | Großer Preis von Vichy            | Vichy                               | Carlo Felice Trossi                           | –             |
| 1934 | 22.07.     | Coppa Ciano                       | Circuito di Montenero               | Achille Varzi                                 | –             |
| 1934 | 19.08.     | Grand Prix de Nice                | Circuit de la Promenade des Anglais | Achille Varzi                                 | –             |
| 1934 | 26.08.     | Grand Prix du Comminges           | Circuit du Comminges                | Gianfranco Comotti                            | –             |
| 1934 | 02.09.     | Circuito di Biella                | Biella                              | Carlo Felice Trossi                           | –             |
| 1935 | 24.02.     | Grand Prix de Pau                 | Circuit de Pau-Ville                | Tazio Nuvolari                                | –             |
| 1935 | 19.05.     | Circuito di Bergamo               | Bergamo                             | Tazio Nuvolari                                | –             |
| 1935 | 09.06.     | Circuito di Biella                | Biella                              | Tazio Nuvolari                                | –             |
| 1935 | 30.06.     | Grand Prix de Lorraine            | Nancy                               | Louis Chiron                                  | –             |
| 1935 | 07.07.     | Grand Prix de la Marne            | Circuit de Reims-Gueux              | René Dreyfus                                  | –             |
| 1935 | 21.07.     | Grand Prix de Dieppe              | Circuit de Dieppe                   | René Dreyfus                                  | –             |
| 1935 | 21.07.     | Circuito di Varese                | Varese                              | Vittorio Belmondo                             | –             |
| 1935 | 28.07.     | Großer Preis von Deutschland      | Nürburgring                         | Tazio Nuvolari                                | Statistik     |
| 1935 | 04.08.     | Grand Prix du Comminges           | Circuit du Comminges                | Raymond Sommer                                | –             |
| 1935 | 04.08.     | Coppa Ciano                       | Circuito di Montenero               | Tazio Nuvolari, Mario Tadini                  | –             |
| 1935 | 18.08.     | Grand Prix de Nice                | Circuit de la Promenade des Anglais | Tazio Nuvolari                                | –             |
| 1935 | 05.10.     | Großer Preis von Donington        | Donington Park                      | Richard Shuttleworth                          | –             |
| 1935 | 06.10.     | Coppa della Sila                  | Cosenza                             | Antonio Brivio                                | –             |
| 1935 | 19.10.     | Mountain Championship             | Brooklands                          | Richard Shuttleworth                          | –             |
| 1935 | 13.-14.04. | Mille Miglia                      | von Brescia nach Rom und zurück     | Carlo Maria Pintacuda, Alessandro dalla Stufa | Statistik     |

## Alfa Romeo P3 im Museum und aktuelle Einsätze (Galerie)

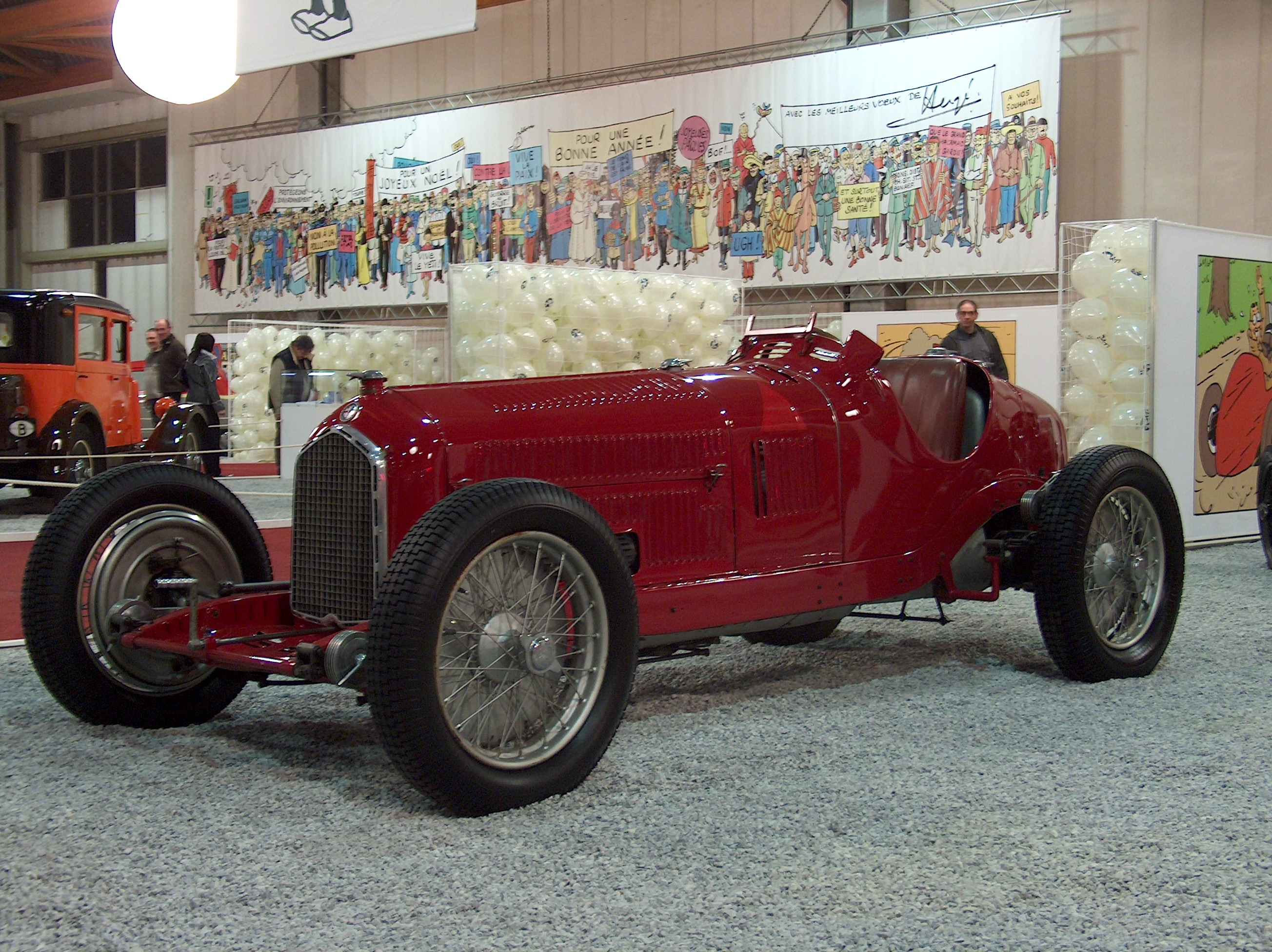
Ein P3 auf der European Motor Show Brussels 2006.
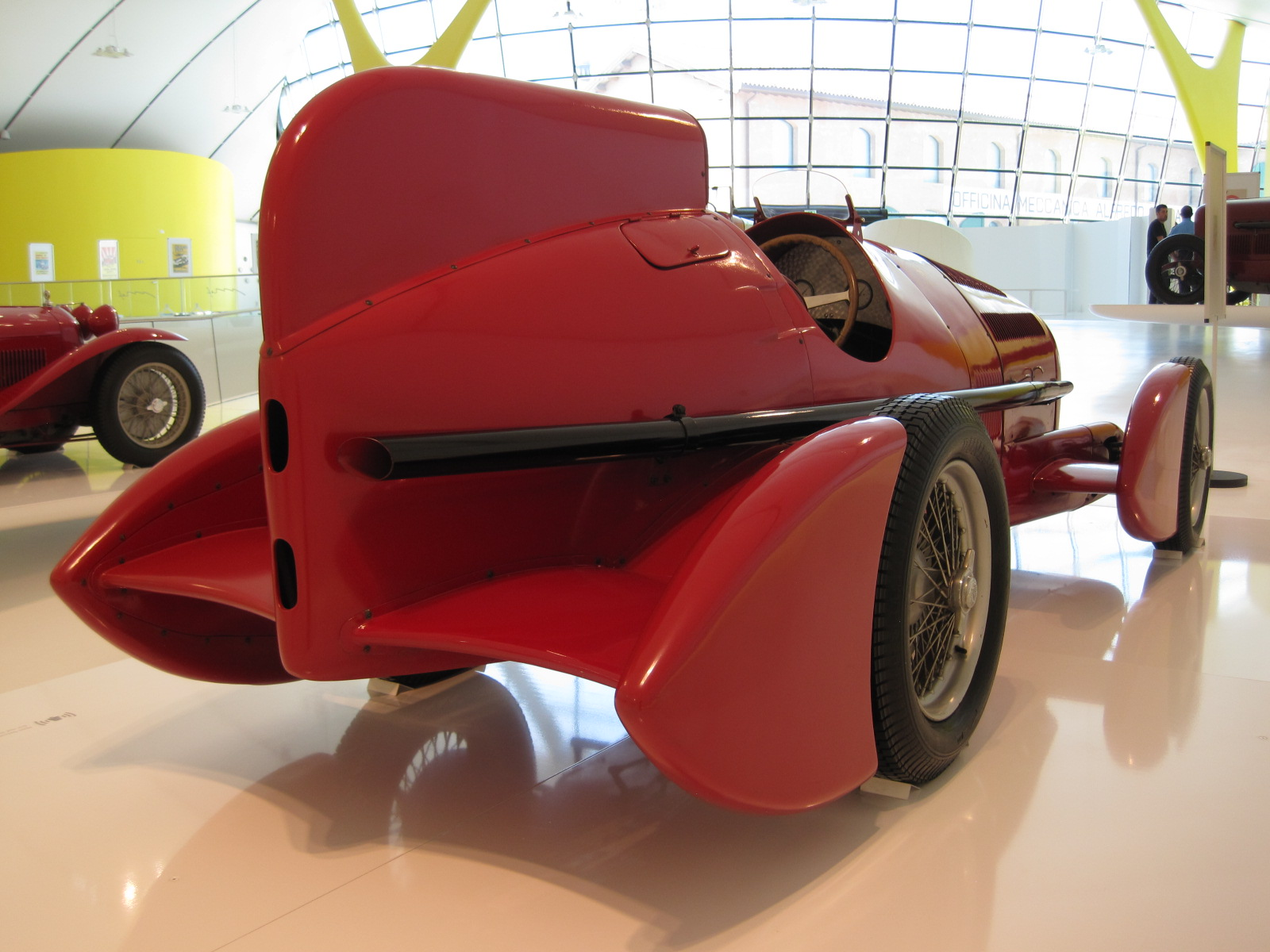
Detailaufnahme des Hecks eines Alfa Romeo „Gran Premio Tipo B P3 – Aerodinamica“ im Enzo-Ferrari-Museum in Modena
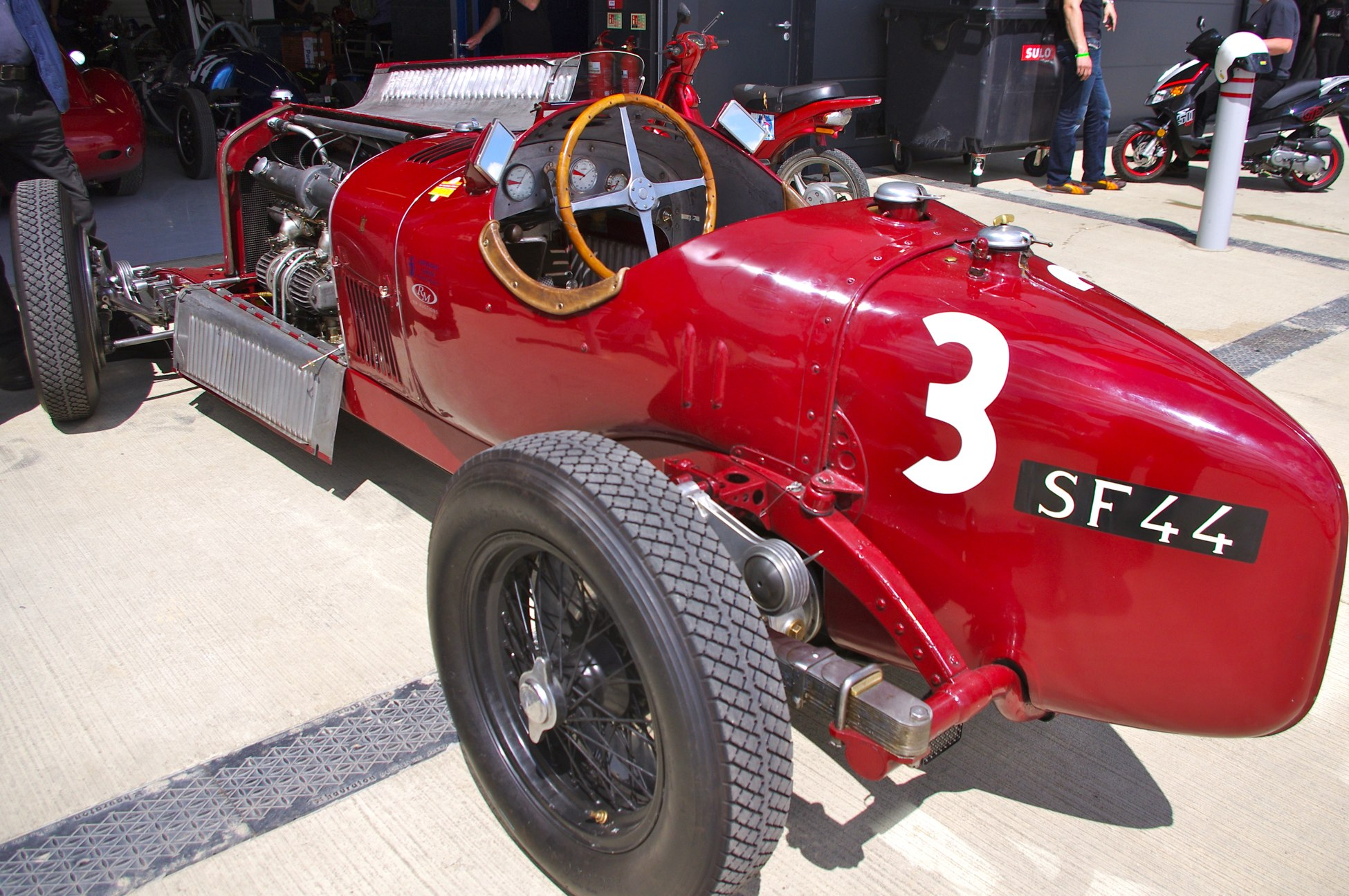
Gut zu erkennen: die Blattfederung und die darüber verbauten Reibungsdämpfer
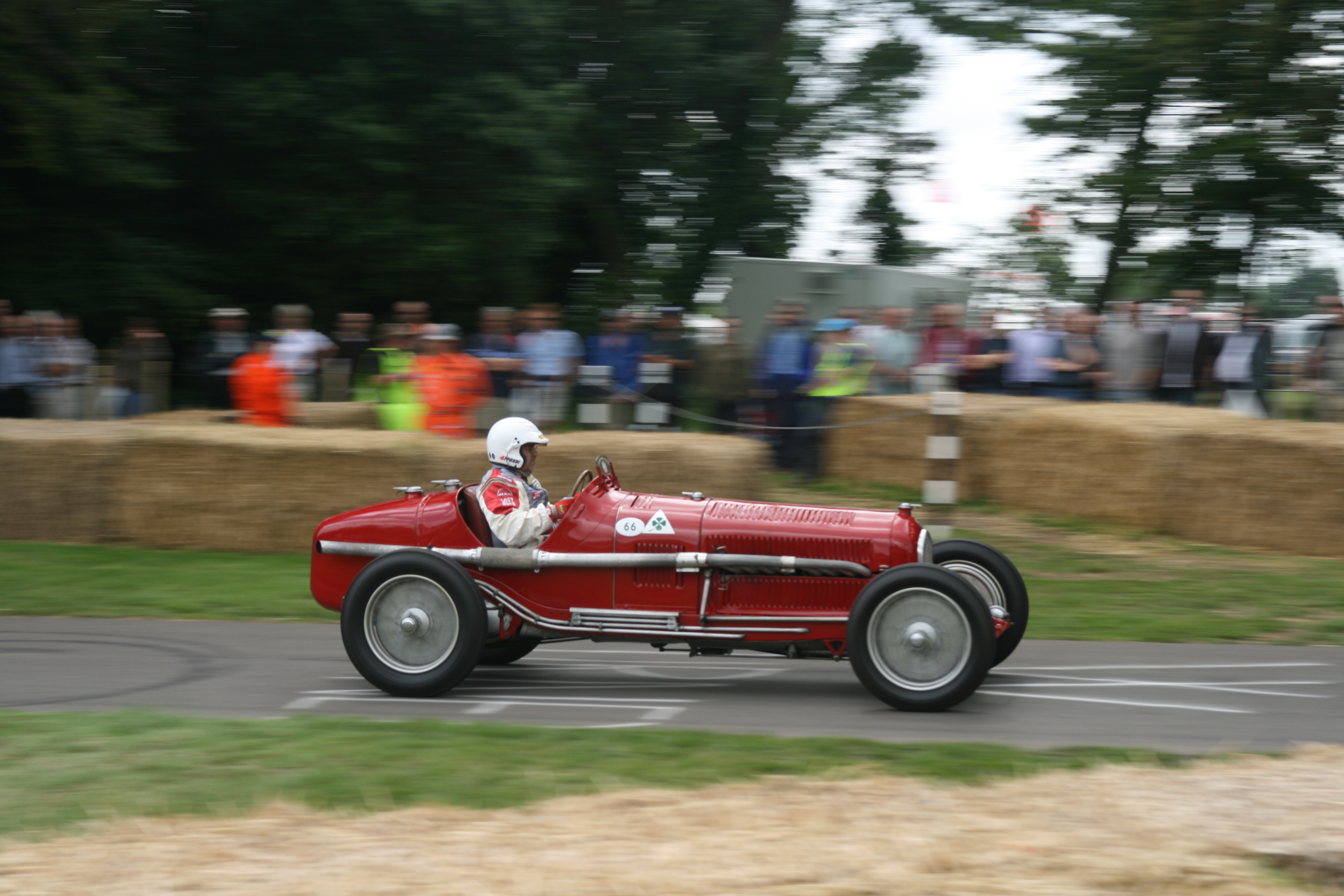
Alfa Romeo Tipo B beim Goodwood Festival of Speed 2007
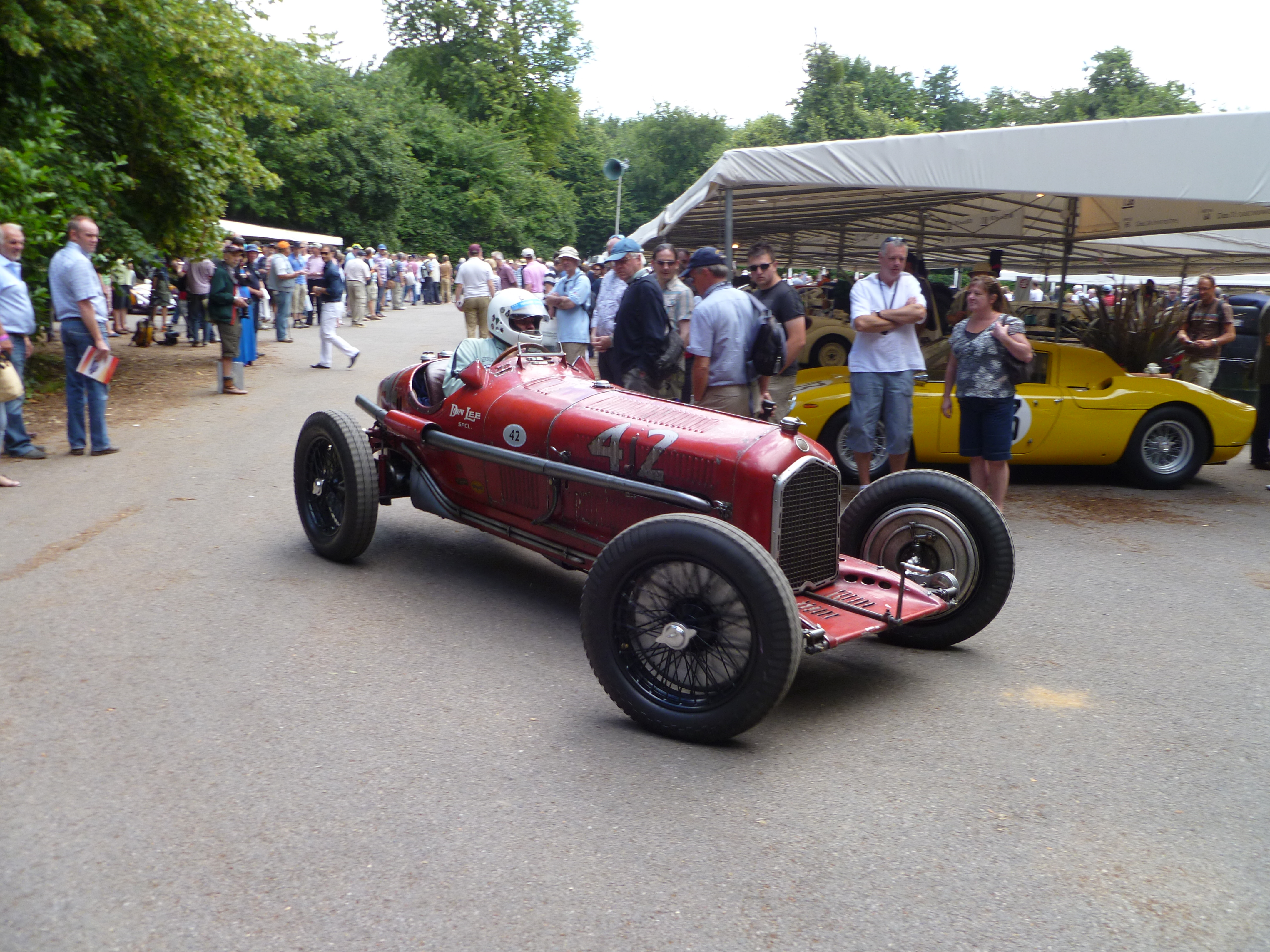
1932er Alfa Romeo Tipo B ‘Don Lee Special’

## Sonstiges
Auf die Motorhaube des P3, mit dem er den Großen Preis von Deutschland am 28. Juli 1935 gewann, ließ Tazio Nuvolari das Motto „Donne e Motori, Gioie e Dolori“ (Frauen und Motoren, Freuden und Leiden) malen, kombiniert mit dem Bild einer Schildkröte, das Gabriele D’Annunzio ihm geschenkt hatte.